# Прощай, шпана замоскворецкая…
«Прощай, шпана замоскворецкая…» — советский художественный фильм 1987 года.

## Сюжет
Весна 1956 года. Замоскворечье, как и вся страна, пережившая Великую Отечественную войну и репрессии, ещё не полностью залечило нанесённые ими раны. В местах заключения всё ещё находится отец главного героя — капитан-танкист, побывавший в плену. Но в воздухе уже веет переменами — в общественных местах поснимали портреты Сталина, отца одного из учеников «выперли из органов», ранее осуждённые люди начали возвращаться из лагерей.
Пятнадцатилетний ученик 9-го класса Роберт Шулепов по прозвищу «Роба» и его друг Володя по прозвищу «Богдан» вместе с компанией других подростков сидят в укрытии в полуразрушенном доме в ожидании начала драки. Драка между двумя молодёжными компаниями едва не перерастает в поножовщину, в которой Роберт был ранен в руку. Вернувшись в коммуналку, Богдан становится свидетелем скандала между своей матерью Верой и отцом Егором, крепко пьющим фронтовиком. Соседки по квартире связывают драчливого Егора, а Богдан, вступаясь за мать, обещает его в следующий раз зарезать.
Костя, одноклассник Робы и Богдана, приглашает друзей в гости. Отец Кости является военным конструктором, у которого есть шикарная квартира в хорошем доме, автомобиль с водителем, вкусная еда и красивая жена. Мать Кости, Елена, недовольна тем, что сын привёл в дом Роберта, отец которого является политзаключенным. Володя тайком берёт со стола конфеты, а Елена замечает ему, что и так дала бы всё это с собой. Парень убегает из квартиры от стыда. В разговоре на крыше дома Роберт предлагает Володе уехать «поднимать целину», но тот не может бросить мать, так как на отца надежды нет, маленьких сестёр надо «поднимать», и вообще, он любит Москву.
Роберту и Володе общий «кореш» предлагает скоротать вечер за бутылочкой в компании местного «предводителя» шпаны Виктора по кличке «Гаврош». Там же ребята знакомятся с Милой, девушкой Гавроша, которой сразу очень понравился Роберт. Милка немного старше Роберта. В конце посиделок она просит парня проводить её до дома.
Дома нетрезвый Роберт вызвал гнев своей матери Анны, которая, воспитывая сына в одиночку, работает на заводе «не разгибаясь», а ночью ещё вынуждена подрабатывать шитьём на машинке. Мать говорит ему, что если тот больше не хочет учиться, то пусть идёт работать, так как содержать такого сына она не намерена. Наутро в коммуналке умирает соседка — бабушка Роза.
Роба и Богдан приходят на работу к Милке в столовую. Затем Роберт и Милка идут на танцы, после которых в кафе Милка рассказывает Роберту, что свою мать она недавно похоронила, а отец — бывший танкист, а ныне слепой инвалид, который работает на пошиве мягких игрушек. Сама Милка содержит младших брата и сестру. Но вопрос Милки об отце Роберта приводит парня в ярость, так как его отец сидит в тюрьме по 58-й статье как «враг народа».
Гаврош обеспокоен периодическими пропажами из вида Милки. Он приходит к ней на работу, где Зина, коллега Милки, говорит, что та ушла, а куда — не знает. Милка же вместе с Робертом уходит гулять в городской парк. Они посещают «чёртово колесо», «комнату смеха» и т. п.
В школе Роберт замечает за окном, как Гаврош бьёт Милку. Он бежит защитить возлюбленную, но Гаврош избивает и его. Ребята спешат ему на помощь, но Гаврош угрожает ребятам ножом и уходит. Милка окончательно сражена поступком Роберта. Она понимает, что их чувства взаимны, но, зная характер бывшего ухажёра и то, что он «шьётся» с ворами, боится за Роберта.
Роберт и Милка общаются в городском сквере, где их видит знакомый Гавроша. По возвращении пары домой Гаврош перехватывает влюблённых на улице, устраивает разборку и забирает Милку с собой «на разговор», после которого девушка сообщает Роберту, что больше она с ним встречаться не будет. Роберт понял, что любит Милку. Он приходит на «воровскую хату» к Гаврошу и Милке, где воры удивляются его отчаянной смелости, а мать Гавроша приглашает Роберта присесть за стол. Воры, полагая, что такой отчаянный малый может быть им полезен, делают вид, что принимают Роберта, но когда узнают, что его отец политзаключенный, разочаровываются: «Нам это ни к чему… ворошь что хошь, а власть уважать надо!».
Эта встреча оканчивается ничем — Милка остаётся с Гаврошем. Вместе они идут в продуктовый магазин за спиртным. Там, воспользовавшись отсутствием кассирши, Гаврош крадёт деньги из кассы. Милка не видит кражу, и Гаврош уверен, что она ничего не знает. Позже выясняется, что кассиршей, чью кассу обворовал Гаврош, оказалась соседка Роберта и Володи по коммуналке Полина, которой теперь грозит тюремный срок. Однако соседи «с миру по нитке» начинают собирать деньги на возврат в кассу, чтобы спасти мать двоих детей от тюрьмы.
Милка приводит Роберта в свой дом. Слепому отцу Милы понравился этот парень. Роберт увидел, что Милка очень любит отца и младших брата с сестрой. Он остаётся у неё до утра. Узнав, что соседке Полине грозит тюрьма, Роберт, Володя и Костя берут дорогой костюм Костиного отца и отправляются на рынок продать его, что им не удаётся, так как они забыли вытащить из кармана отцовские ордена.
Роберт и Милка загорают на пирсе возле Крымского моста. Девушка рассказывает спутнику, что скоро им могут дать отдельную квартиру в Новых Черёмушках с отдельной ванной и кухней, а Роберт рассказывает об ограблении магазина и о беде, что свалилась на соседку Полину. Когда пара плывёт на теплоходе, Милка уточняет у Роберта время и место кражи, после чего, сопоставляя факты, понимает, что деньги украл Гаврош.
Гаврош приходит в квартиру к Милке, а она заявляет ему, что знает всё о краже и пытается пробудить в воре совесть, но тот угрожает убить её и Роберта и насилует её.
Учебный год заканчивается, начинается лето. Костя с родителями уезжает на курорт, а оставшиеся в Москве друзья устраиваются на работу в типографию. Когда Гавроша милиционеры арестовывают за кражу, он напоследок кричит из воронка: «Прощай, шпана замоскворецкая!» Его дружки подкарауливают Милку и убивают её "за предательство". Роберт провожает её в последний путь, но Зина отталкивает его, так как считает его виновником гибели подруги. И когда траурный кортеж исчезает из виду, Роберт замечает стоящего напротив высокого худого мужчину с чемоданом в руках. Это освободившийся из лагеря отец Роберта.

## Критика
Александр Фёдоров: «Режиссёр собрал удачный актёрский ансамбль, в котором 16-летние ребята играют рядом с маститыми профессионалами. Ему удалось во многом смягчить некоторый дидактизм сценария, его излишнюю прямолинейность».

## В ролях
- Сергей Макаров — Роберт Шулепов
- Лариса Бородина — Мила, повариха
- Николай Добрынин — Гаврош (Витька), вор и насильник
- Михаил Пузырёв — Богдан
- Наталья Попова — Нюра, мать Роберта
- Тамара Сёмина — мать Гавроша
- Нина Усатова — мать Богдана
- Георгий Бурков — Егор, отец Богдана
- Михаил Голубович — отец Милы
- Сергей Барабанщиков — капитан Шулепов, отец Роберта
- Олег Голубицкий — Андрей Викторович, учитель истории
- Денис Гузяков — Костя
- Инна Аленикова — мать Кости
- Валерий Порошин — Петрович, бывший зэк
- Мария Капнист — баба Роза

## Съёмочная группа
- Автор сценария: Эдуард Володарский
- Режиссёр-постановщик: Александр Панкратов
- Оператор-постановщик: Борис Новосёлов
- Художник-постановщик: Василий Щербак
- Композитор: Николай Каретников
- Государственный симфонический оркестр кинематографии
  - Дирижёр: Владимир Понькин
- Второй режиссёр: Валентин Железняков
- Музыкальный редактор: Арсений Лаписов